# Andrew Lambrou
Andrew Lambrou   (Sydney, 25 de maig de 1998) és un cantant australià d'origen grecoxipriota. Representarà Xipre en el Festival de la Cançó d'Eurovisió 2023, que se celebrarà en la ciutat anglesa de Liverpool.
Lambrou va començar amb classes de piano a l'escola de música AMS. A l'edat de 5 anys, la seva escola va organitzar un eisteddfod, que va guanyar amb la cançó Do-Re-Mi de la comedia musical The Sound of Music.

## Primera vida
Andrew Lambrou va néixer el 1998 en una família grecoxipriota. Un dels seus avis és de Pafos, Xipre, mentre que també té arrels de l'illa de Lemnos, Grècia.
Als 5 anys, Lambrou va guanyar el primer lloc en un eisteddfod celebrat per l'escola, cantant "Do-Re-Mi" de The Sound of Music. El mateix any, la seva mare el va matricular a l'escola de música, adonant-se que tenia una inclinació musical.

## Carrera

### 2013-2020: Inicis iThe X Factor
Lambrou va cridar l'atenció per primera vegada el 2013 després de pujar una versió de "My Immortal " d'Evanescence a YouTube. Una versió de 15 segons de "Stay With Me" de Sam Smith pujada a Instagram va ser compartida per una pàgina de música a Espanya i Lambrou va obtenir més de 2000 seguidors de la nit al dia. El 2015, Lambrou va participar en la setena temporada de The X Factor Austràlia. Va ser eliminat després de les visites a les cases dels jutges, just abans de les gales en directe, col·locant-lo entre els 20 primers 2.
| Actuacions i resultats de The X Factor (2015) | Actuacions i resultats de The X Factor (2015) | Actuacions i resultats de The X Factor (2015) | Actuacions i resultats de The X Factor (2015) |
| Episodi                                       | Cançó                                         | Artista Original                              | Resultat                                      |
| --------------------------------------------- | --------------------------------------------- | --------------------------------------------- | --------------------------------------------- |
| Audició                                       | "Chains"                                      | Nick Jonas                                    | Passa de fase                                 |
| Supercampament                                | "Ain't Nobody"                                | Rufus i Chaka Khan                            | Passa de fase                                 |
| Visites a les cases dels jutges               | "Start Again"                                 | Conrad Sewell                                 | Eliminat                                      |

## Festival de la Cançó d'Eurovisió
El 2022 Lambrou va participar en la preselecció australiana pel Festival de la Cançó d'Eurovisió 2022. Va acabar en setè lloc amb la seva cançó Electrify. El 17 d'octubre del 2022 es va anunciar que Lambrou representarà Xipre en el Festival de la Cançó d'Eurovisió 2023.

## Discografia

### Senzills
| Títol                    | Any  | Àlbum       |
| ------------------------ | ---- | ----------- |
| "Throne" 6               | 2021 | Sense àlbum |
| "Lemonade" 7             | 2021 | Sense àlbum |
| "Confidence" 5           | 2021 | Sense àlbum |
| "Electrify" 1            | 2022 | Sense àlbum |
| ''Break a Broken Heart'' | 2023 | Sense àlbum |